# Laophonte reticaudata
Laophonte reticaudata är en kräftdjursart som beskrevs av Willey 1935. Laophonte reticaudata ingår i släktet Laophonte och familjen Laophontidae. Inga underarter finns listade i Catalogue of Life.